# François de La Noë
 (avril 2018).
Si vous disposez d'ouvrages ou d'articles de référence ou si vous connaissez des sites web de qualité traitant du thème abordé ici, merci de compléter l'article en donnant les références utiles à sa vérifiabilité et en les liant à la section « Notes et références ».
Pour les articles homonymes, voir La Noë.
François-Xavier, comte Aubry de la Noë (né à Vallauris le 18 mars 1895 et décédé à Paris le 27 octobre 1968) était un homme politique, diplomate, écrivain et conférencier français.

## Biographie
Issu d’une famille noble d’origine normande et adhérant au catholicisme politique, François de la Noë se fait un nom en tant qu’auteur d’œuvres philosophiques et théologiques. Il est plusieurs fois lauréat de l’Académie française et fréquente des amis très renommés comme Henri Bergson, Teilhard de Chardin ou Paul Claudel.
En raison de sa conduite courageuse pendant la guerre, il reçoit plusieurs décorations, dont la Croix de guerre avec palme, la Croix du combattant volontaire et la Médaille de la Résistance. Dans les années cinquante il appartient à différents cabinets ministériels. Proche du Général de Gaulle, qu’il pourvoit de bons contacts avec le haut clergé français, la Noë obtient le poste de conseiller technique au cabinet du secrétaire d’État aux Affaires étrangères en 1958.
Militant du Centre européen de documentation et d'information (CEDI), il assume pendant plusieurs années la présidence de la section française de cette organisation. De 1957 à 1963, il est également vice-président du CEDI international. Les contacts internationaux qu’offre ce cercle de diplomatie discret mais bien influent lui permettent d’entamer dès 1963 l’instauration de relations régulières entre le UNR-UDT et les partis chrétiens-démocrates allemands (CDU-CSU). La même année, il est nommé chevalier de la Légion d'honneur.

## Décoration
- Chevalier de la Légion d'honneur
- Croix de guerre 1939-1945 avec palme
- Croix du combattant volontaire
- Médaille de la Résistance

## Publications
- Soyons personnels, Domois-Dijon (Imprimerie de l’Union typographique) 1916.
- Célestin Courtebise ou La conquête du pouvoir, Paris (La Bourdonnais) 1934.
- Revive la France, Paris (Casterman) s.d.
- Les signes du destin, Paris (Lamarre) 1946.
- Christianisme et politique, Paris (Beauchesne) 1947.
- Le Christianisme peut-il nous sauver?, Paris (La Colombe) 1949.
- Le monde en création, Paris (La Colombe) 1951.
- L’homme en tentation, Paris (La Colombe) 1953.
- Le langage de la main. Chirologie et chiromancie, Paris (Grasset) 1958.
- avec le R.P. Dupeyrat, André, Sainteté « au naturel ». Alain de Boismenu, évêque des Papous, vu à travers ses lettres, Paris (Fayard) 1958, réédition Paris (P. Téqui) 2006.
- L’appel de l’esprit, Paris (Fayard) 1960, prix Constant-Dauguet de l’Académie française 1961.